# Feralpisalò
Maillots
La Feralpisalò est un ancien club de football italien de la ville de Salò, dans la province de Brescia en Lombardie.
Le 17 juillet 2025, le club déménage à Brescia pour remplacer le Brescia Calcio en faillite, un nouveau club est créé, l'Union Brescia. Il évoluera en Serie C (D3) pour la saison 2025-2026.

## Histoire
Le club est fondé en 2009 à la suite de la fusion entre l'AC Salò Valsabbia de Salò, fondé en 1985, et l' Associazione Calcio Feralpi Lonato de Lonato del Garda, fondé en 1963. Le nom de ce dernier provient du groupe sidérurgique Feralpi, principal partenaire du club. Le club reprend la couleur bleue de Salò et le vert du club de Lonato, et s'installe à Salò le stade de Lonato n'étant pas conforme pour la Serie D.
En 2011, le club joue pour la première fois en troisième division, il parviendra souvent à décrocher une place pour les barrages de montée mais échouera régulièrement comme en 2021-2022 où il atteint les demi-finales éliminé par Palerme.
Au cours de la saison 2022-2023, le club remporte le groupe A de la Serie C (troisième niveau du championnat italien de football) et obtient ainsi une promotion directe pour la première fois de son histoire en deuxième division (Serie B).
La première saison en Serie B se termine cependant par une 19e place qui vaut le retour en troisième division, la première relégation de l'histoire du club. Au cours de la saison 2024-2025, Feralpisalò termine à la 3e place, cependant, le retour en Serie B ne réussit pas, car l'équipe est éliminée au premier tour des éliminatoires nationaux. 
À l'été 2025, le président du club transfère le club à Brescia, qui vient de perdre son club phare à la suite de la faillite du Brescia Calcio. Le nouveau club qui prend la place de Feralpisalò en Serie C se nomme Union Brescia.

## Palmarès et records

### Palmarès
| Compétitions nationales                                                         |
| ------------------------------------------------------------------------------- |
| - Lega Pro Seconda Divisione (quatrième division) : - Vice-champion (1) : 2011. |

## Identité du club

### Couleurs
Les couleurs de Feralpisalò sont le bleu et le vert, pour souligner l'union entre les deux clubs fondateurs, étant donné que Feralpi Lonato avait adopté les couleurs blanches et verte, tandis que l'AC Salò arborait des uniformes blancs et bleus.

### Logo
L'emblème, adoptée dès la création du club en 2009 jusqu'en 2019, se compose d'un écu français ancien bleu-vert, au sein duquel se dressent deux lions dorés (empruntés aux armoiries municipales de Salò et Lonato del Garda) qui soutiennent un ballon de football. La partie inférieure du blason contient l'année de fondation du club, 2009, écrite en blanc, tandis que le nom du club, Feralpisalò, est inscrite de la même couleur, mais dans la partie haute du logo.

Évolution du logo
2009-2019
2019-2025

## Joueurs et personnalités du club

### Présidents
| Rang | Nom             | Période   |
| ---- | --------------- | --------- |
| 1    | Giuseppe Pasini | 2009-2025 |

### Entraîneurs
Le tableau suivant présente la liste des entraîneurs du club de 2009 à 2025.
| Rang | Nom                  | Période   |
| ---- | -------------------- | --------- |
| 1    | Claudio Ottoni       | 2009-2010 |
| 2    | Claudio Rastelli     | 2010-2011 |
| 3    | Gian Marco Remondina | 2011-2013 |
| 4    | Giuseppe Scienza     | 2013-2015 |
| 5    | Michele Serena       | 2015      |
| 6    | Aimo Diana           | 2015-2016 |

| Rang | Nom              | Période   |
| ---- | ---------------- | --------- |
| 7    | Antonino Asta    | 2016-2017 |
| 8    | Michele Serena   | 2017-2018 |
| 9    | Cesare Beggi     | 2018      |
| 10   | Domenico Toscano | 2018-2019 |
| 11   | Damiano Zenoni   | 2019      |
| 12   | Mauro Bertoni    | 2019      |

| Rang | Nom             | Période   |
| ---- | --------------- | --------- |
| 13   | Stefano Sottili | 2019-2020 |
| 14   | Massimo Pavanel | 2020-2021 |
| 15   | Stefano Vecchi  | 2021-2023 |
| 16   | Marco Zaffaroni | 2023-2024 |
| 17   | Aimo Diana      | 2024-2025 |

## Stade
L'équipe jouait ses matchs à domicile au Stade Lino Turina de Salò. Le stade, qui peut accueillir 2 500 spectateurs, est dédié à la mémoire d'une infirmière qui pendant de nombreuses années a entraîné des équipes de football de jeunes à Salò. Le terrain, en gazon naturel, mesure 105 mètres de long sur 65 mètres de large et est entouré par une piste d'athlétisme à 8 voies.
Pour la saison 2012-2013, en raison de l'échec de l'adaptation du Stade Lino Turina aux nouvelles normes du championnat de Lega Pro Prima Divisione (D3), ce qui aurait nécessiter de porter une capacité minimale de 4 000 places, FeralpiSalò a décidé de transférer son terrain à domicile au Stadio Mario Rigamonti de Brescia, en partage avec l'équipe de la ville, le Brescia Calcio. Une dérogation délivrée juste avant le début de la saison permet cependant à FeralpiSalò de continuer à profiter du Stade Lino Turina.

## Aspects économiques et financiers

### Équipementiers
- 2009-2013 :  Lotto
- 2013-2019 :  Erreà

### Sponsors principaux
- 2009-2012 :  Feralpi,  Ivars &  Fonte Tavina
- 2012-2013 :  Feralpi
- 2013-2016 :  Fonte Tavina &  Feralpi Siderurgica
- 2016-2017 :  Feralpi Siderurgica, Las Vegas by PlayPark, Fonte Tavina, UNICOM, Isoclima
- 2017-2018 :  Feralpi Siderurgica, Las Vegas by PlayPark, Forsteel, Fonte Tavina, UNICOM, Isoclima
- 2018-2019 :  Feralpi Group, Faro games, Forsteel, Fonte Tavina
- 2019-2025 :  Faro games, Unicom, Forsteel, Fonte Tavina, Feralpi siderurgica